# Benedicta Henriette von der Pfalz

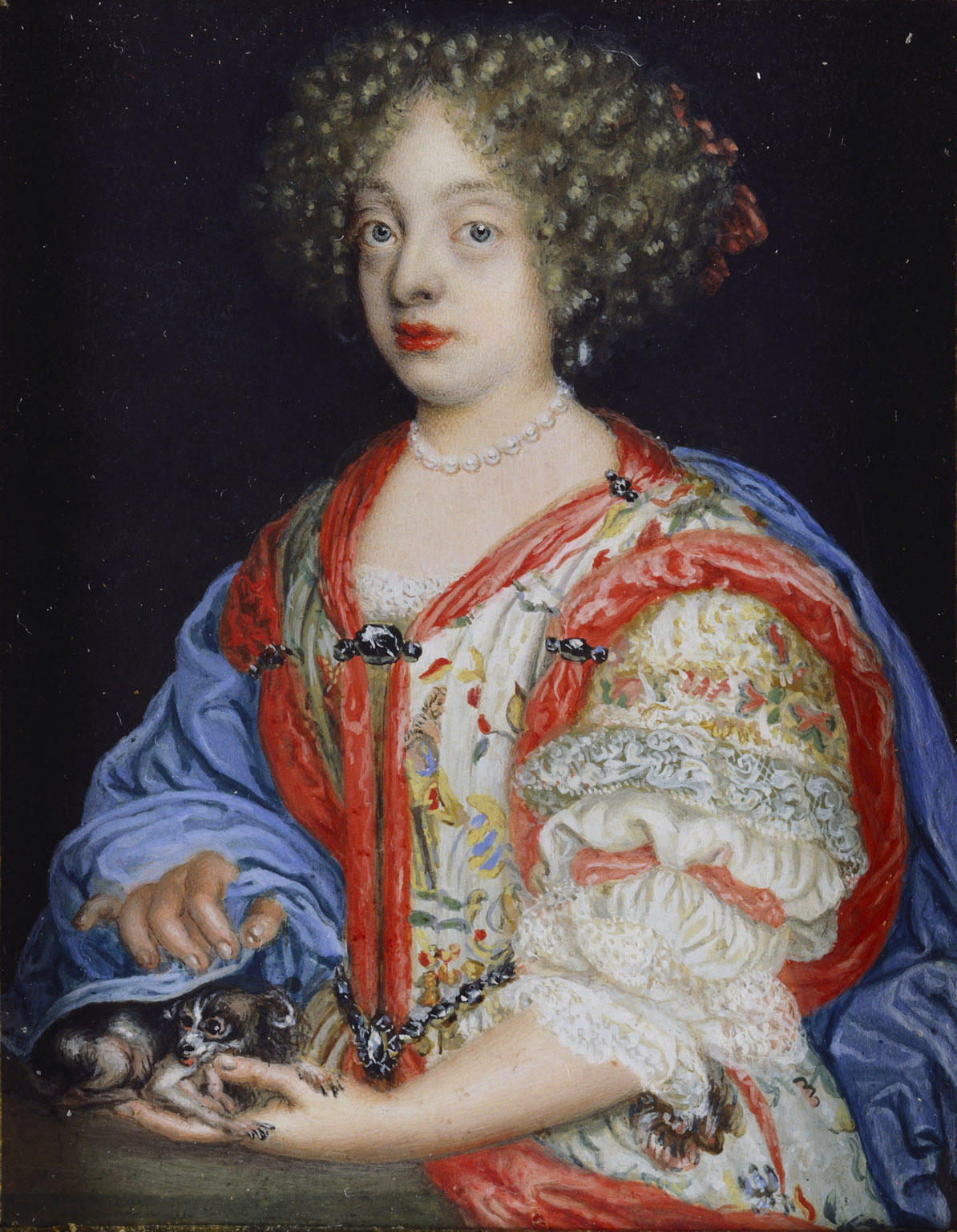
Pfalzgräfin Benedikta Henriette von Simmern, Herzogin von Braunschweig-Calenberg

Benedikta Henriette Philippine von Pfalz-Simmern (* 14. März 1652 in Paris; † 12. August 1730 in Asnières-sur-Seine) war eine Pfalzgräfin bei Rhein aus der Linie Pfalz-Simmern und durch Heirat Herzogin von Braunschweig-Calenberg.

## Leben
Benedikta Henriette war eine Tochter des Prinzen Eduard von der Pfalz (1625–1663) aus dessen Ehe mit Anna (1616–1684), Tochter Carlo I. Gonzaga, Herzog von Mantua, Montferrat, Nevers und Rethel. Ihr Vater war 1645 nach Paris gegangen und zum Katholizismus konvertiert, um heiraten zu können. So wuchs Benedikta Henriette, wie ihre Schwestern Luise Marie und Anna Henriette, in Paris katholisch auf.
Sie heiratete am 30. November 1668 in Hannover Herzog Johann Friedrich von Braunschweig-Calenberg (1625–1679), der 1651 zum katholischen Glauben konvertiert war. Anlässlich der Hochzeit wurde die Oper L’Adelaide des Komponisten Antonio Sartorio uraufgeführt.
Benedikta zog am 9. November 1668 in Hannover ein, wie ein von Georg Friedrich Grimm herausgegebener Kupferstich belegt. Die Braut brachte zahlreiche französische Höflinge mit, und so begann in Hannover eine barocke Blüte, die aufgrund der Herkunft der Herzogin französisch geprägt war. Auf ihren Wunsch verpflichtete Johann Friedrich im französischen Stil gebildete Musiker, darunter die Sängerin Anne Sophie Bonne. Ebenso förderte Benedikta Henriette die italienische Oper und musizierte auch selbst. Sie galt als anspruchslos und war zufrieden, wenn sie „ihre Bücher und ihre Guitarre hatte“. Sie unterstützte ihre Tante Sophie bei ihren kirchlichen Reunionsbestrebungen.
Nach dem Tod ihres Mannes 1679 siedelte Benedikta Henriette mit ihren Töchtern an den französischen Hof über, wo sie als Gast ihrer Cousine Elisabeth Charlotte lebte. 1688 erbte sie gemeinsam mit ihrer Schwester Anna Henriette das Schloss Marchais in der Picardie von ihrer Cousine Mademoiselle de Guise, das sie 1719 verkaufte. Später fand sie Aufnahme bei ihrem Schwiegersohn in Modena, der sie aber schlecht behandelte, weshalb sie nach Frankreich zurückkehrte und mit ihrer Schwester Anna Henriette de Condé lebte. Sie stand in Briefwechsel mit Gottfried Wilhelm Leibniz, den ihr Mann an den Hof nach Hannover geholt hatte.

## Nachkommen
Aus ihrer Ehe hatte Benedikta Henriette folgende Kinder:
- Anna Sophie (1670–1672)
- Charlotte (1671–1710)

⚭ 1696 Herzog Reinaldo III. d’Este von Modena (1655–1737)
- Henriette Maria Sophie (1672–1757)
- Wilhelmine Amalie (1673–1742)

⚭ 1699 Kaiser Joseph I. (1678–1711)